# Маркетингова логістика
Ма́ркетингова логі́стика — діяльність компанії, спрямована на формування конкурентної переваги в ланцюгу постачання на основі чітко вираженої ринкової орієнтації. Маркетингова логістика має на меті стратегічне поєднання маркетингової та логістичної діяльності в контексті ланцюга поставок в процесі створення цінності для споживачів.

## Передумови розвитку маркетингової логістики
До ринкових факторів, що передують розвитку ринково-орієнтованих підходів до управління бізнес-процесами і, зокрема, маркетингової логістики як напрямку діяльності в ланцюгу поставок та окремої наукової дисципліни можна віднести:
- досвідченість та вимогливість споживачів унаслідок підвищення рівня доступності інформації;
- перехід від ринку продавця до ринку споживача через підвищення пропозиції товарів та послуг на ринку. В тому числі внаслідок глобалізації, яка крім того створює додаткові складності для організації та управління ланцюгами постачання, пов'язані з функціонуванням його елементів в різних країнах одночасно;
- втрата унікальності товарів на сучасному ринку в умовах наявності великої кількості товарів-замінників та інформованості споживача про їх наявність;
- схильність до цінової конкуренції в результаті поєднання вищезазначених факторів;
- концентрація купівельної спроможності — тенденція до консолідації основних гравців ринку у деяких галузях (переважно промислового напрямку), а також зменшення кількості постачальників, що призводить до конкуренції, заснованої на ефективності процесу управління ланцюгами поставок;
- фрагментація споживчих ринків — процес орієнтування компаній на менші групи споживачів з метою більш повного задоволення їх потреб.

## Історія маркетингової логістики
Наукові роботи присвячені проблемам збуту, задоволення потреб споживача, інтеграції маркетингу з іншими функціональними напрямками почали з'являтися на початку другої половини XX сторіччя. П. Конверс у 1954 році зазначив, що фізичний розподіл має розглядатися в контексті маркетингової діяльності. Важливість інтегрованого підходу, а також розвитку дистрибуції та маркетингу на початку 1960-х років зазначали також П. Друкер, Дж. Калінтон, Г. Льюіс та інші науковці.
Перші книжки, що використовували саме термін «маркетингова логістика» з'явилися наприкінці 1960-х, на початку 1970-х років,,. В подальші роки управління ланцюгами постачання розвивалося в умовах поширення підходів «Якраз вчасно» (Just in Time), канбан, MRP, MRP II, які наочно продемонстрували необхідність інтеграції логістичних процесів з усіма напрямками діяльності компанії для забезпечення максимальної їх ефективності.
На початку 1990-х років широкого розповсюдження набули ідеї комплексного, системного підходу до управління ланцюгами постачання. Разом з цим, поширилася певний час невикористовувана концепція маркетингової логістики, як підходу до управління ланцюгом поставок з ринковою орієнтацією для досягнення конкурентної переваги. Основою розвитку даного напрямку є, в першу чергу, роботи М. Крістофера, який виклав основні засади функціонування підприємства з урахуванням теоретичних положень щодо маркетингової логістики.

## Підходи до визначення поняття
На даний час немає однозначного підходу до визначення поняття маркетингової логістики. Існуючі дефініції в роботах українських та зарубіжних науковців відрізняються як за деталізацією, так і за охопленням складових ланцюга постачання.
Г. А. Плахута, І. В. Попова визначають маркетингову логістику (або, як вони ще її називають, маркетинг-логістику) як діяльність щодо планування, виконання та контролю фізичного переміщення всіх видів потоків (матеріалів, готової продукції, інформації), які супроводжують переміщення товару за обраним каналом від виробника до споживача з метою задоволення потреб споживачів та отримання прибутку. Автори виокремлюють частину ланцюга постачання, що працює з клієнтом, як основу для маркетингової логістики.
Існує також дефініція маркетингової логістики, за якою вона аналогічним чином визначається як планування, організація, облік і контроль, аналіз і регулювання всіх операцій по переміщенню і складуванню, пов'язаних з потоком готової продукції від кінця виробничої лінії до прибуття продукції на ринок, а також каналів розподілу, потрібних для організації і забезпечення взаємодії між фірмою і її ринками.
Філіп Котлер в своїй праці «Маркетинг-менеджмент». також приділяє увагу поняттю маркетингової логістики. Він визначає її як підхід, згідно з яким компанія повинна досліджувати вимоги ринку, а вже потім формувати ланцюжок поставок. Згідно з Котлером маркетингова логістика включає планування, впровадження та контроль матеріальних потоків, починаючи з пунктів походження і закінчуючи пунктами призначення, з метою задоволення потреб покупців.
Варто зазначити, що Мартін Крістофер, один з основоположників поняття «маркетингова логістика» не наводить точного визначення в своїх працях,. Але зазначає, що маркетингова логістика зосереджена на тому, яким чином обслуговування клієнтів може бути використано для отримання конкурентних переваг. Вона прагне керувати взаємодією між маркетингом і логістикою з метою узгодження перспективних стратегій в контексті більш широкого ланцюжка поставок.

## Складові маркетингової логістики
Маркетингова логістика охоплює наступні види діяльності, в контексті ланцюга постачання:
- Вивчення попиту і прогнозування продажів
- Планування виробництва на основі інформації про ринок
- Обробка замовлень
- Складування і зберігання готової продукції
- Доставка замовлень (транспортування готової продукції)
- В деяких випадках — післяпродажне обслуговування

## Управління маркетинговою логістикою
В умовах функціонування ринково-орієнтованої компанії важливим є підпорядкування всієї діяльності меті створення цінності для споживача. Тому можна назвати такі основні напрямки управління підприємством в контексті маркетингової логістики:
- перехід від ієрархічної функціональної структури управління до управління процесами на міжфункціональній основі;
- використання підходів управління, орієнтованих на ринок та споживача, а не на товар;
- використання ефективності процесів, а не прибутку, як основного показника, що характеризує діяльність компанії, в тому числі при оцінці та управлінні ланцюгом постачання.

## Зв'язок з іншими концепціями
У науковій літературі присвяченій управлінню ланцюгами постачання термін маркетингова логістика використовується поряд з наступними спорідненими поняттями як:
Demand Chain Management, DCM (з англ. — управління ланцюгом попиту), або DCM, що являє собою набір методів, спрямованих на управління та координацію всього ланцюга попиту, починаючи з кінцевого споживача і назад до постачальників сировини. Тобто ця концепція управління включає в себе всі види діяльності компанії, що виникають в процесі створення і поставки пропозицій на основі споживчої цінності і інтеграцію їх з маркетингом. На відміну від маркетингової логістики концепція DCM включає в себе весь ланцюг поставок. В той же час основні сфери діяльності в розрізі маркетингової логістики пов'язані з переміщенням готової продукції і взаємодією з клієнтами.
Збутова (або розподільча,) логістика — комплекс логістичних операцій від завершення виробничого циклу до задоволення попиту споживачів (покупців) у товарах і послугах,. На відміну від маркетингової логістики діє відокремлено від маркетингу підприємства і полягає передусім у фізичному переміщенні товарів.